# Eupithecia ochreata
Eupithecia ochreata är en fjärilsart som beskrevs av Stephens 1831. Eupithecia ochreata ingår i släktet Eupithecia och familjen mätare. Inga underarter finns listade i Catalogue of Life.